# Affaire Adrianne Jones
 (août 2025).
L'affaire Adrianne Jones est une affaire criminelle qui commence le 4 décembre 1995 avec le meurtre d'Adrianne Jessica Jones, près du lac Joe Pool aux États-Unis. Elle se conclut par l'arrestation et la condamnation de Diane Zamora et David Graham en 1998.

## Contexte
L'affaire est étroitement liée à la relation entre Diane Zamora et David Graham. Tous deux se sont rencontrés pour la première fois à l'âge de 14 ans lors d'une réunion de la Civil Air Patrol à l’aéroport de Spinks, près de Crowley, au Texas. Zamora rêvait de devenir astronaute alors que Graham souhaitait devenir pilote. Ils commencent rapidement une relation et, l'année suivante, Zamora fréquente la Crowley High School tandis que Graham est à la Mansfield High School. Ils avaient déjà annoncé leurs fiançailles à leurs familles et avaient prévu de se marier après l'obtention de leur diplôme universitaire.
Durant sa scolarité, David Graham côtoie Adrianne Jones qui fait partie de la même équipe de cross-country du lycée. Née le 18 juin 1979 à Mansfield, elle est issue d'une famille de trois enfants dont elle est la seule fille, Adrianne Jones avait prévu de rejoindre la Texas A&M University après le lycée pour devenir analyste comportementale.
Le 4 novembre 1995, Graham raccompagne la jeune fille chez elle en voiture après une compétition régionale. Au cours d'une discussion avec Diane Zamora survenue quelques semaines plus tard, Graham avoue avoir eu une relation sexuelle avec Adrianne Jones durant leur trajet, provoquant la colère de sa petite amie qui se serait mise à crier : « Tue-la, tue-la ! ». Même si David Graham avouera plus tard avoir essayé de calmer Diane Zamora, il tentera de contacter Adrianne Jones à partir du 2 décembre. En 2008, alors qu'il est incarcéré depuis plus de 10 ans, Graham affirme que Zamora avait menacé de le quitter s'il ne tuait pas Adrianne Jones.

## Meurtre
David Graham contacte Adrianne Jones dans la nuit du 3 décembre 1995 et passe la chercher en voiture avec Diane Zamora cachée dans le coffre du véhicule.
Ils arrivent au lac Joe Pool le 4 décembre vers 12h30. Dans ses aveux, Diane Zamorra expliquera être alors sortie du coffre de la voiture et avoir demandé à Adrianne Jones si elle avait bien eu des relations sexuelles avec son fiancé. Toujours dans sa confession, Jessica aurait reconnu les faits, mais qu'elle se sentait coupable d'avoir mal agi.
Diane Zamorra frappe Adrianne Jones à la tête, mais la jeune fille parvient à sortir de la voiture et commence à courir pour s'échapper. Elle tombe toutefois au sol rapidement et David Graham sort une arme de poing et l'abat de deux balles à courte distance. Dans ses futurs aveux, Graham déclara avoir alors dit à Zamorra : « Je t’aime, bébé, me crois-tu maintenant ? ».
Les deux complices se nettoient ensuite et se débarrassent de leurs vêtements tachés de sang avant de rentrer chez eux.
Un ami de David Graham qui habitait la ville voisine de Burleson témoignera plus tard que lui et Diane Zamorra sont venus frapper à sa porte tard le soir ce jour-là, les vêtements ensanglantés et le suppliant de ne pas poser de question. Pour une raison inconnue, cet ami ne signale pas cet événement à la police.

## Enquête
Le 4 décembre 1995, le corps d'Adrianne Jones est retrouvé dans un champ, le long de Seeton Road, près du lac Joe Pool. Encore non identifié, c'est sous l'identité de Jane Doe et étiqueté Case #954705T qu'il est pris en charge. Le médecin légiste Marc Krouse constate que la victime ne semble pas avoir subi d'agression sexuelle, présente une « blessure traumatique contondante à la tête » et que sa mort résulte de deux tirs d'armes à feu à courte distance ayant touché la tête.
Peu avant 16 heures, la police de Mansfield signale la disparition d’une jeune femme blanche de 16 ans, présentant une cicatrice sur le genou gauche et vêtue probablement d'une tenue de sport, ce qui correspond avec le corps retrouvé. Le sergent Craig Magnuson se rend alors chez les Jones pour obtenir une photo d'Adrianne qu'il transmet au médecin légiste. Le docteur Marc Krouse confirme que le corps est bien celui d'Adrianne Jones.
L'enquête s'annonce difficile, une lycéenne aussi populaire qu'Adrianne Jones croisant des centaines d'autres élèves chaque jour, tandis que le cercle de fréquentation d'un adulte est beaucoup plus restreint. Chargés de l'affaire, les enquêteurs Dennis Clay et Dennis Meyer et leur patron, le chef adjoint de la police Brad Geary sont convaincus que la victime connaissait son ou ses assassins. Les circonstances de la mort d'Adrianne Jones font rapidement penser à un acte prémédité et calculé. Un des enquêteurs déclara plus tard : « Il faut du de sang-froid pour tirer sur une jolie jeune fille au visage à une distance de deux à quatre pieds. Cette fille a été mutilée, et c’était écœurant à regarder.
Initialement, l'affaire est peu médiatisée : l'enlèvement et le meurtre d'une petite fille nommée Amber Hagerman à Arlington accapare l'espace médiatique. Sans compter que la mort violente d'adolescents est quelque chose de fréquent aux États-Unis. Mais à Mansfield, l'émotion est forte, un arbre étant même planté au bord du terrain de football du lycée en la mémoire d'Adrianne Jones. Ses funérailles se déroulent dans l'intimité, mais sa mère Linda Jones organise un deuxième service commémoratif pour permettre aux membres des équipes de cross-country et de football de se recueillir.
Les enquêteurs commencent leurs investigations dans le lycée, interrogeant de nombreux élèves. David Graham est même brièvement interrogé, mais il ne retient pas l'attention des policiers : son nom ne figure pas dans l'annuaire personnel d'Adrianne Jones et rien ne le relie encore à la victime. Les soupçons se portent plutôt sur une autre adolescente de Mansfield vivant dans un camp de mobile homes. L'année précédente, elle avait violemment agressé une amie d'Adrianne Jones qu'elle soupçonnait d'avoir eu une relation avec son petit ami et Adrianne avait témoigné contre elle au tribunal. Toutefois, la suspecte dispose d'un solide alibi pour la date du meurtre d'Adrianne Jones et est rapidement mise hors de cause.
Les enquêteurs s'intéressent ensuite à un adolescent de Mansfield nommé Bryan McMillen qui travaille dans un magasin d'alimentation Eckerd’s. Selon les amis et la famille d’Adrianne Jones, Bryan était épris de la jeune fille et avait même fini par la déranger par son insistance. Convoqué au commissariat pour un entretien, il nie dans un premier temps connaître Adrianne Jones avant d'admettre la connaître. Lorsque les enquêteurs lui demandent s'il a vu Adrianne Jones la nuit de sa disparition, il déclare ne pas pouvoir s'en souvenir car il était ivre. Il n'est pas difficile pour les enquêteurs d'imaginer Bryan McMillen, garçon timide et solitaire, incapable d'attirer l'attention de la fille qu'il aime, mettre au point un scénario pour la rencontrer durant la nuit avant de la tuer. Faute de preuves, il ressort libre du commissariat. Mais au matin du 15 décembre 1995, des policiers armés entrent en force chez lui et l'arrêtent pour le meurtre d'Adrianne Jones tandis que sa camionnette est saisie et mise en fourrière. Après quelques jours de prison, McMillen passe au polygraphe. Peu après, le procureur déclare : « Il n’a pas seulement réussi, il a réussi avec brio. » Bryan McMillen est relâché.
Après la relaxe de McMillen, aucun nouveau suspect n'émerge et, à partir de l'été 1996, l'enquête connaît un net ralentissement faute d'éléments nouveaux.
Quelques mois plus tôt, David Graham et Diane Zamora apprennent qu'ils sont acceptés dans leur académie respective : armée de l'air pour Graham  et Marine pour Zamora. Ils vont ainsi se retrouver séparés pendant de longs mois et subir l'entraînement physique et mental très exigeants des nouvelles recrues. D'après les témoignages de camarades, Diane Zamora supporte mal l'éloignement et se montre jalouse de David qu'elle soupçonne de le tromper. Elle sympathise toutefois avec Jay Guild, un autre cadet. Au cours d'une discussion début août 1996, Jay lui demande si David l’avait déjà trompée auparavant. Zamora répond par l'affirmative et précise qu’elle avait même demandé à David de tuer l’autre fille. D'après Jay Guild, c'est à ce moment que Diane Zamora lui aurait confié avoir vu David Graham tuer une jeune fille du nom d'Adrianne. De façon étonnante, Guild garde cette information pour lui en infraction avec le règlement de l'académie, persuadé que la jeune femme essaye seulement d'attirer l'attention. Mais à la fin du même mois, Diane Zamora a une conversation tard dans la nuit avec deux colocataires, Mandy Gotch et Jennifer McKearney, au cours de laquelle on lui fait remarquer à quel point elle est amoureuse de David Graham. Une des colocataires lui dit  : « Je parie que vous feriez n’importe quoi l’un pour l’autre » ce à quoi Diane Zamora répond simplement « Oui. » La colocataire insiste : « Même tuer l’un pour l’autre ? » Diane répond  alors : « Nous l’avons fait », avant de raconter les événements survenus les 3 et 4 décembre 1995. Bien que sceptiques sur la véracité de cette histoire, les deux colocataires en parlent à un aumônier de la Marine qui contacte un avocat militaire qui, à son tour, se met à contacter les services de police de la région de Dallas-Fort Worth pour demander s’ils avaient un meurtre non résolu d’adolescente. Le 29 août 1996, l'avocat est en contact avec les services de police de Grand Prairie qui envoient des détectives à Annapolis le lendemain.
Interrogée par plusieurs officiers de police et des fonctionnaires de la Marine, Diane Zamorra ne nie pas avoir tenu ces propos, mais prétend qu'elle avait inventée cette histoire pour paraître plus « dure » aux yeux des autres cadets. Si elle ne parvient pas à convaincre son auditoire, il n'y a alors aucune preuve contre elle. Elle est temporairement suspendue par sa hiérarchie et renvoyée chez elle. Diane Zamora prend un vol pour Colorado Springs où elle rejoint David Graham. Après une discussion dont la teneur reste inconnue, tous deux se font photographier dans leur uniforme d'apparat. Peu après, les policiers arrivent à Colorado Springs pour confronter Graham aux déclarations de Zamora. Le jeune homme commence par nier, mais les détectives l'informent qu'ils ont retrouvé la trace de l'ami chez qui il avait été se réfugier après le meurtre.
Graham craque et rédige une lettre où il avoue le meurtre d'Adrianne Jones.

## Procès
Le 6 septembre 1996, Zamora et Graham sont tous les deux arrêtés et détenus au Tarrant County Corrections Center de Forth Worth où ils continuent d'être interrogés. Dans un premier temps, les deux suspects reviennent sur leurs aveux, Graham affirmant avoir aidé Zamora à dissimuler le corps d'Adrianne mais ne pas avoir participé au meurtre tandis que Zamora prétend que Graham a commis le meurtre tout seul. Néanmoins, les enquêteurs retrouvent un pistolet semi-automatique Baïkal IJ-70 dans le grenier de la maison où habite David Graham, l'expertise balistique confirmant qu'il s'agit de l'arme du meurtre,. 
Le procès présidé par le juge Joe Drago commence en février 1998 au tribunal de Forth Worth, après que la mère d'Adrianne ait demandé que la peine de mort ne soit pas retenue. L'une des questions soulevées par le procès est de déterminer la responsabilité exacte Diane Zamora ; s'est-elle laissé entraîner par David Graham ou est-elle l'instigatrice du meurtre, la réponse influant fortement la peine encourue. Le procureur Mike Parrish met en avant le fait qu'Adrianne Jones a été attirée hors de chez elle sous un motif trompeur, sans lequel elle ne serait jamais montée dans la voiture, et qu'elle a été achevée à bout portant alors qu'elle était blessée. 
Le 17 février 1998, après plus de six heures de délibérations étalées sur deux jours, Diane Zamora est déclarée coupable de meurtre et condamnée à la prison à perpétuité assortie d'une période de sûreté de 40 ans. Jugé dans un procès distinct, David Graham est déclaré coupable le 24 février 1998 de meurtre et également condamné à la prison à vie, mais sans possibilité de libération sur parole.  

## Culture populaire
L'affaire Adrianne Jones a eu un important retentissement sur la culture populaire américaine.
En 1996, la journaliste Ellise Pierce du Dallas Observer écrit que ce crime « est devenu une partie du folklore adolescent de Mansfield ; les enfants sont obsédés par les détails du crime comme s’ils démêlaient un complot de The X-Files".
Deux livres ont été écrits à propos de ce crime, The Cadet Murder Case: A True Story of Teen Love and Deadly Revenge en 1997 et Blind Love: The True Story of the Texas Cadet Murder en 2011. Tous deux sont non traduits en français.
Le téléfilm Love's Deadly Triangle: The Texas Cadet Murder sorti en 1997 - soit avant le procès - retrace les événements qui ont mené à la mort d'Adrianne Jones. En français, il est connu sous le titre Serments mortels.
Le sixième épisode de la première saison de la série Cold Case : Affaires classées, intitulé Comme une comète, est fortement inspiré de l'affaire Adrianne Jones. Le personnage de Paige Pratt basé sur Adrianne Jones est incarné par Summer Glau.